# LGA 1150

LGA 1150 possui um regulador de tensão totalmente integrado.

LGA 1150, também conhecido como Socket H3, é um soquete usado por unidades centrais de processamento (CPUs) da Intel, contruídos na microarquitetura Haswell. Este soquete também é usado pelo sucesso do Haswll, a microarquitetura Broadwell.
É o sucesso do LGA 1155 e foi sucedido pelo LGA 1151 em 2015.
A maioria das placas-mãe com o soquete LGA 1150 suporta várias saídas de vídeo (VGA, DVI ou HDMI - dependendo do modelo) e Intel Clear Video Technology.
O suporte completo do Windows na plataforma LGA 1150 começa no Windows 7 - suporte oficial do Windows XP é limitado a CPUs e chipsets selecionados e apenas para sistemas embarcados e industriais.
O Platform Controller Hub (PCH) da Intel para as CPUs LGA 1150 tem o codinome Lynx Point. Processadores Intel Xeon para socket LGA 1150 usa os Intel C222, C224, C226 e conjuntos de chipsets.

## Dissipador de calor
Os 4 furos para fixação do dissipador de calor na placa-mãe são colocados em um quadrado com comprimento lateral de 75 mm para os soquetes Intel LGA 1156, LGA 1155, LGA 1150, LGA 1151 e LGA 1200. As soluções de refrigeração devem, portanto, ser intercambiáveis.

## Haswell chipsets

### Primeira geração
| Nome PCH                                                                   | Nome PCH                                                                   | H81 | C222 | B85 | C224 | Q85 | Q87 | C226 | H87 | Z87 |
| -------------------------------------------------------------------------- | -------------------------------------------------------------------------- | --- | --- | --- | --- | --- | --- | --- | --- | --- |
| Overclocking                                                               | Overclocking                                                               | Proporção CPU (ASRock, ECS, Biostar, Gigabyte, Asus, MSI) + GPU                                                                                                 | Proporção CPU (ASRock, ECS, Biostar, Gigabyte, Asus, MSI) + GPU                                                                                                 | Proporção CPU (ASRock, ECS, Biostar, Gigabyte, Asus, MSI) + GPU                                                                                                 | Proporção CPU (ASRock, ECS, Biostar, Gigabyte, Asus, MSI) + GPU                                                                                                 | Proporção CPU (ASRock, ECS, Biostar, Gigabyte, Asus, MSI) + GPU                                                                                                 | Proporção CPU (ASRock, ECS, Biostar, Gigabyte, Asus, MSI) + GPU                                                                                                 | Proporção CPU (ASRock, ECS, Biostar, Gigabyte, Asus, MSI) + GPU                                                                                                 | Proporção CPU (ASRock, ECS, Biostar, Gigabyte, Asus, MSI) + GPU                                                                                                 | CPU + GPU + RAM |
| Compatível com CPUs Haswell Refresh                                        | Compatível com CPUs Haswell Refresh                                        | (pode exigir atualização do BIOS antes da instalação da CPU) | (pode exigir atualização do BIOS antes da instalação da CPU) | (pode exigir atualização do BIOS antes da instalação da CPU) | (pode exigir atualização do BIOS antes da instalação da CPU) | (pode exigir atualização do BIOS antes da instalação da CPU) | (pode exigir atualização do BIOS antes da instalação da CPU) | (pode exigir atualização do BIOS antes da instalação da CPU) | (pode exigir atualização do BIOS antes da instalação da CPU) | (pode exigir atualização do BIOS antes da instalação da CPU) |
| Compatível com CPUs Broadwell                                              | Compatível com CPUs Broadwell                                              | Não | (pode exigir atualização do BIOS antes da instalação da CPU) | Não | (pode exigir atualização do BIOS antes da instalação da CPU) | Não | Não | (pode exigir atualização do BIOS antes da instalação da CPU) | Não | Não |
| Allows using built-in GPU                                                  | Allows using built-in GPU                                                  | Sim | Não | Sim | Não | Sim | Sim | Sim | Sim | Sim |
| Slots DIMM máximos                                                         | Slots DIMM máximos                                                         | 2 (até 16384MB com suporte) | 4 (até 32768MB suportados) | 4 (até 32768MB suportados) | 4 (até 32768MB suportados) | 4 (até 32768MB suportados) | 4 (até 32768MB suportados) | 4 (até 32768MB suportados) | 4 (até 32768MB suportados) | 4 (até 32768MB suportados) |
| Máximo de portas USB                                                       | 2.0                                                                        | 8 | 8 | 8 | 8 | 10 | 8 | 8 | 8 | 8 |
| Máximo de portas USB                                                       | 3.0                                                                        | 2 | 2 | 4 | 4 | 4 | 6 | 6 | 6 | 6 |
| Máximo de portas SATA                                                      | 2.0                                                                        | 2 | 4 | 2 | 2 | 2 | 0 | 0 | 0 | 0 |
| Máximo de portas SATA                                                      | 3.0                                                                        | 2 | 2 | 4 | 4 | 4 | 6 | 6 | 6 | 6 |
| PCI Express anexado a CPU                                                  | PCI Express anexado a CPU                                                  | 1 × PCIe 2.0 ×16 | 1 × PCIe 3.0 ×16 | 1 × PCIe 3.0 ×16 | 1 × PCIe 3.0 ×16 | 1 × PCIe 3.0 ×16 | 1 × PCIe 3.0 ×16 | 1 × PCIe 3.0 ×16 | 1 × PCIe 3.0 ×16 | 1 × PCIe 3.0 ×16, 2 × PCIe 3.0 ×8, ou 1 × PCIe 3.0 ×8 e 2 × PCIe 3.0 ×4                                                                                         |
| PCI Express anexado ao chipset                                             | PCI Express anexado ao chipset                                             | 6 × PCIe 2.0 ×1 | 8 × PCIe 2.0 ×1 | 8 × PCIe 2.0 ×1 | 8 × PCIe 2.0 ×1 | 8 × PCIe 2.0 ×1 | 8 × PCIe 2.0 ×1 | 8 × PCIe 2.0 ×1 | 8 × PCIe 2.0 ×1 | 8 × PCIe 2.0 ×1 |
| Suporte PCI convencional                                                   | Suporte PCI convencional                                                   | Embora os chipsets possam não oferecer suporte a PCI convencional, os fabricantes de placas-mãe podem incluir suporte por meio da adição de pontes de terceiros | Embora os chipsets possam não oferecer suporte a PCI convencional, os fabricantes de placas-mãe podem incluir suporte por meio da adição de pontes de terceiros | Embora os chipsets possam não oferecer suporte a PCI convencional, os fabricantes de placas-mãe podem incluir suporte por meio da adição de pontes de terceiros | Embora os chipsets possam não oferecer suporte a PCI convencional, os fabricantes de placas-mãe podem incluir suporte por meio da adição de pontes de terceiros | Embora os chipsets possam não oferecer suporte a PCI convencional, os fabricantes de placas-mãe podem incluir suporte por meio da adição de pontes de terceiros | Embora os chipsets possam não oferecer suporte a PCI convencional, os fabricantes de placas-mãe podem incluir suporte por meio da adição de pontes de terceiros | Embora os chipsets possam não oferecer suporte a PCI convencional, os fabricantes de placas-mãe podem incluir suporte por meio da adição de pontes de terceiros | Embora os chipsets possam não oferecer suporte a PCI convencional, os fabricantes de placas-mãe podem incluir suporte por meio da adição de pontes de terceiros | Embora os chipsets possam não oferecer suporte a PCI convencional, os fabricantes de placas-mãe podem incluir suporte por meio da adição de pontes de terceiros |
| Intel Rapid Storage Technology (RAID)                                      | Intel Rapid Storage Technology (RAID)                                      | Não | Enterprise | Não | Enterprise | Não | Sim | Enterprise | Sim | Sim |
| Smart Response Technology                                                  | Smart Response Technology                                                  | Não | Não | Não | Não | Não | Sim | Sim | Sim | Sim |
| Intel Anti-Theft Technology                                                | Intel Anti-Theft Technology                                                | Sim | Sim | Sim | Sim | Sim | Sim | Sim | Sim | Sim |
| Intel Active Management, Trusted Execution, VT-d Technologies e Intel vPro | Intel Active Management, Trusted Execution, VT-d Technologies e Intel vPro | Não | Apenas VT-d disponível | Não | Apenas VT-d disponível | Não | Sim | Sim | Não | , mas ASRock Z87 Extreme6 suporta VT-d |
| data de lançamento                                                         | data de lançamento                                                         | Agosto-Setembro de 2013 | 2 de junho de 2013 | 2 de junho de 2013 | 2 de junho de 2013 | 2 de junho de 2013 | 2 de junho de 2013 | 2 de junho de 2013 | 2 de junho de 2013 | 2 de junho de 2013 |
| Chipset TDP                                                                | Chipset TDP                                                                | 4.1 W | 4.1 W | 4.1 W | 4.1 W | 4.1 W | 4.1 W | 4.1 W | 4.1 W | 4.1 W |
| Litografia de chipset                                                      | Litografia de chipset                                                      | 32 nm | 32 nm | 32 nm | 32 nm | 32 nm | 32 nm | 32 nm | 32 nm | 32 nm |

### Segunda geração
Em 12 de maio de 2014, a Intel anunciou o lançamento de dois chipsets da série 9, H97 e Z97. As diferenças e os novos recursos desses dois chipsets, em comparação com seus homólogos H87 e Z87, são os seguintes:
- Suporte para CPUs Haswell Refresh pronto para uso
- Suporte para a quinta geração de CPUs Intel Core, construída em torno da microarquitetura Broadwell
- Suporte para SATA Express, M.2[25] e Thunderbolt, embora apenas se implementado pelo fabricante da placa mãe
- Duas das seis portas SATA podem ser convertidas em duas vias PCIe e usadas para fornecer conectividade M.2 ou SATA Express.[26] Intel refere-se a esta configuração variável como Flex I/O ou flexível de I/O.[27]

As placas-mãe baseadas nos chipsets H97 e Z97 estavam disponíveis para compra no mercado no mesmo dia em que os chipsets foram anunciados.
| Overclocking                                                       | CPU + GPU                | CPU + GPU + RAM                                                         |                    |                    |                    |                    |
| Compatível com CPUs Haswell Refresh                                | Sim                      | Sim                                                                     |                    |                    |                    |                    |
| Compatível com CPUs Broadwell                                      | Sim                      | Sim                                                                     |                    |                    |                    |                    |
| Slots DIMM máximo                                                  | 4                        | 4                                                                       |                    |                    |                    |                    |
| Portas USB 2.0/3.0 máximo                                          | 8 / 6                    | 8 / 6                                                                   |                    |                    |                    |                    |
| Portas SATA 2.0/3.0 máximo                                         | 0 / 6                    | 0 / 6                                                                   |                    |                    |                    |                    |
| PCI Express conectado a CPU                                        | 1 × PCIe 3.0 ×16         | 1 × PCIe 3.0 ×16, 2 × PCIe 3.0 ×8, ou 1 × PCIe 3.0 ×8 e 2 × PCIe 3.0 ×4 |                    |                    |                    |                    |
| PCI Express conectado ao chipset                                   | 8 × PCIe 2.0 ×1          | 8 × PCIe 2.0 ×1                                                         |                    |                    |                    |                    |
| Suporte a PCI convencional                                         | Não                      | Não                                                                     |                    |                    |                    |                    |
| Intel Rapid Storage Technology (RAID)                              | Sim                      | Sim                                                                     |                    |                    |                    |                    |
| Smart Response Technology                                          | Sim                      | Sim                                                                     |                    |                    |                    |                    |
| Intel Anti-Theft Technology                                        | Sim                      | Sim                                                                     |                    |                    |                    |                    |
| Intel Active Management, Trusted Execution, VT-d e vPro Technology | Não                      | Não                                                                     |                    |                    |                    |                    |
| Data de lançamento                                                 | 12 de maio de 2014       | 12 de maio de 2014                                                      | 12 de maio de 2014 | 12 de maio de 2014 | 12 de maio de 2014 | 12 de maio de 2014 |
| Chipset TDP                                                        | 4.1 W                    | 4.1 W                                                                   |                    |                    |                    |                    |
| Litografia de chipset                                              | 22 nm[carece de fontes?] | 22 nm[carece de fontes?]                                                |                    |                    |                    |                    |